# Queen's Park Football Club
Pour les articles homonymes, voir Queen's.
Maillots
Dernière mise à jour : 27 avril 2025.
Queen's Park Football Club est un club écossais de football basé à Glasgow et fondé le 9 juillet 1867.
Plus vieux club d'Écosse, il fait partie des huit membres fondateurs de la Scottish Football Association en 1873. Club phare du football britannique jusqu'à la fin du XIXe siècle, il totalise 10 victoires en coupe d'Écosse entre 1874 et 1893, remportant consécutivement les 4 premières éditions de la compétition. C'est au cours de cette période phare dans l'histoire du club que Queen's Park prend deux fois part à la finale de la coupe d'Angleterre, en 1884 et 1885. Pionnier du football, on doit au club et ses joueurs de nombreuses améliorations dans ce sport, aussi bien dans les lois du jeu que dans la façon de le pratiquer.
L'amateurisme a longtemps été une valeur portée par le club, que l'on retrouve d'ailleurs dans sa devise Ludere Causa Ludendi en français : « Jouer pour le plaisir de jouer », de sa fondation à 2019, lorsque le club accepte finalement d'engager des joueurs professionnels,.
Queen's Park joua ses matchs à domicile jusqu'en mars 2021 à Hampden Park, stade d'une capacité de 51 200 et qui fut construit par le club en 1903.

## Histoire
L’histoire du club débute dans les années 1860, lorsqu’une dizaine de jeunes hommes, originaires du nord de l’Écosse, se retrouvent régulièrement sur un terrain du quartier de Pollokshields à Glasgow pour pratiquer l’athlétisme. Ils décident par la suite d’aller s’exercer sur les terrains sportifs de Queen’s Park. C’est là qu’un jour des jeunes de la YMCA leur proposent de jouer un match de football avec eux, ce qu’ils acceptent. Séduits par ce nouveau sport, ils décident d'incorporer le football à leur pratique sportive, avant de s'y consacrer exclusivement et de décider de la fondation d'une structure pour en continuer la pratique. C'est ainsi que le Queen's Park Football Club voit le jour, le 9 juillet 1867.
Le 30 novembre 1872, a lieu le premier match international qui voit s'opposer l'Écosse et l'Angleterre. C'est en fait le club de Queen's Park FC, sous ses couleurs bleu foncé (les mêmes portées aujourd'hui par la sélection), qui représente l'équipe nationale écossaise. En 1874, le club remporte son premier trophée, la coupe d’Écosse. En 1895, le club participe à la Glasgow League. En 1900, Queen's Park rejoint la Scottish Football League et marque sa 1re participation au championnat de 1re division (saison 1900/1901), où le club reste jusqu'en 1922.

### Débuts du professionnalisme (depuis 2019)
En 2019 le club accepte finalement d'engager des joueurs professionnels après avoir été un club amateur depuis sa fondation. L'amateurisme a longtemps été une valeur portée par le club, que l'on retrouve d'ailleurs dans sa devise Ludere Causa Ludendi en français : « Jouer pour le plaisir de jouer »,.
Pour la saison 2020-2021, la première avec des joueurs professionnels, le club remporte la quatrième division et remonte en troisième division. Le 20 mars 2021, Queen's Park dispute son dernier match à Hampden Park alors que leur contrat de location pour le stade auprès de la Fédération écossaise se termine à la fin du mois. Le club dispute la fin de la saison au Falkirk Stadium.
A l'issue de la saison 2021-22, le club est promu à la deuxième division

## Palmarès
Le tableau suivant liste le palmarès de Queen's Park dans les différentes compétitions officielles aux niveaux national et régional. Avec 10 victoires en coupe nationale, Queen's Park est le troisième club le plus titré de la compétition.
| Compétitions nationales et régionales | Compétitions nationales et régionales |
| --- | --- |
| Championnats nationaux - Championnat d'Écosse de deuxième division (2) - Champion en 1923 et 1956. - Championnat d'Écosse de troisième division (1) - Champion en 1981. - Championnat d'Écosse de quatrième division (1) - Champion en 2000 et 2021. Coupes nationales - Coupe d'Écosse (10) - Vainqueur en 1874, 1875, 1876, 1880, 1881, 1882, 1884, 1886, 1890 et 1893. - Finaliste en 1892 et 1900. - Coupe d'Angleterre - Finaliste en 1884 et 1885. | - Sheriff of London Charity Shield (1) - Co-vainqueur en 1899. Compétitions régionales et locales - Glasgow Football League (1) - Champion en 1897. - Glasgow Cup (4) - Vainqueur en 1889, 1890, 1899 et 1946. - Finaliste en 1896, 1898, 1929, 1932, 1940, 1965 et 1985. - Glasgow Merchants Charity Cup (8) - Vainqueur en 1877, 1878, 1880, 1881, 1883, 1884, 1885 et 1891. - Finaliste en 1889, 1890, 1894, 1896, 1906, 1908, 1917, 1919, 1920, 1922, 1923, 1926, 1928, 1931, 1933, 1935, 1937, 1953 et 1957. |

## Joueurs et personnalités du club

### Entraîneurs
Le tableau suivant présente la liste des entraîneurs du club depuis 1929.
| Rang | Nom            | Période   |
| ---- | -------------- | --------- |
| 1    | Bert Manderson | 1929-1946 |
| 2    | Willie Gibson  | 1946-1963 |
| 3    | Eddie Turnbull | 1963-1965 |
| 4    | Harold Davis   | 1965-1969 |
| 5    | Duncan         | 1969-1974 |

| Rang | Nom             | Période   |
| ---- | --------------- | --------- |
| 6    | Davie McParland | 1974-1976 |
| 7    | Joe Gilroy      | 1976-1979 |
| 8    | Hunter          | 1979-1994 |
| 9    | Hugh McCann     | 1995-1997 |
| 10   | Elder           | 1997-1998 |

| Rang | Nom             | Période   |
| ---- | --------------- | --------- |
| 11   | John McCormack  | 1998-2002 |
| 12   | Kenny Brannigan | 2003-2004 |
| 13   | Billy Stark     | 2004-2008 |
| 14   | Gardner Speirs  | 2008-2013 |
| 15   | Gus MacPherson  | 2014-     |

### Joueurs emblématiques
- Walter Arnott
- Charles Campbell
- Robert Smyth McColl
- Jack Harkness
- Henry McNeil
- John Smith
- William Lambie
- Billy MacKinnon
- Bobby Brown
- Andrew Robertson

## Identité du club

### Couleurs et maillots
| 1868-1870 | 1872-1873 |  | Depuis 1873 |  | 1989-1992 |

Lors des premières rencontres organisées par le club, les joueurs se distinguent les uns les autres à l'aide de divers accessoires, comme des bonnets de nuit. Au cours de ces premières années, plusieurs décisions sont prises par le club pour différencier les joueurs des deux équipes s’affrontant, en introduisant notamment le port d’un brassard de couleur. Le club fournit à ses membres des badges, que les joueurs doivent porter, ainsi que des maillots de laine bleue.
À partir de 1870, il est obligatoire de se présenter en tenue pour pouvoir prendre part aux matchs. La première définition précise de la tenue portée par les joueurs du club est inscrite au printemps de l’année 1873 dans les statuts du club, celle-ci inclut notamment une casquette rouge. Néanmoins, en ce qui concerne les chaussettes, et ce jusqu’en 1876, chaque joueur en porte différentes combinaisons, chacune étant propre à un seul joueur. Le club distribuant ainsi des cartes récapitulatives aux spectateurs pour qu’ils puissent reconnaître les joueurs.
Le célèbre maillot composé de fines rayures horizontales noires et blanches, qui est encore aujourd’hui en usage, est adopté en septembre 1873. Le surnom de l’équipe The Spiders en français : « Les araignées », provient sans doute en partie de ce maillot dont les rayures fines peuvent faire penser à une toile d’araignée. Le maillot est composé de bandes plus larges lors de quelques saisons, notamment entre 1935 et 1936, ainsi qu’à la fin des années 1980 et au cours des années 1990.
Les couleurs de l’équipe d'Écosse proviennent du premier maillot bleu de Queen's Park. En effet, lors du premier match international du pays, ayant eu lieu face à l'Angleterre le 30 novembre 1872, l'équipe est exclusivement composée de joueurs du club, qui prennent part au match avec leurs tenues de club.

## Stades

### Hampden Park
Hampden Park est depuis sa construction en 1903 le stade principal du club. L'enceinte, dont les plans originaux ont été réalisés par l'architecte écossais Archibald Leitch, a été inaugurée le 31 octobre 1903 lors d'une victoire 1 à 0 de Queen's Park face au Celtic.
L'équipe nationale de football loue le stade à Queen's Park, propriétaire du stade. En 2019, le stade est cédé à la SFA qui en prendra possession le 1er août 2020. Une importante campagne de travaux de rénovations est réalisée dans les années 1990, qui gomme la patte Leitch dans l'allure du stade.
D'une capacité actuelle de 52 063 places assises, le stade est classé catégorie 4 au classement UEFA.

## Annexe